# Who Is It (bài hát của Michael Jackson)
"Who Is It" là một bài hát của nghệ sĩ thu âm người Mỹ Michael Jackson nằm trong album phòng thu thứ tám của ông, Dangerous (1991). Nó được viết lời và sản xuất bởi Jackson với sự tham gia đồng sản xuất từ Bill Bottrell, và được phát hành bởi Epic Records vào ngày 31 tháng 8 năm 1992 như là đĩa đơn thứ năm trích từ album. Bài hát đã không được phát hành tại Hoa Kỳ cho đến ngày 29 tháng 3 năm 1993 như là đĩa đơn thứ sáu của album tại quốc gia này. "Who Is It" là một bản R&B đương đại mang nhịp độ nhanh, với nội dung liên quan đến một người đàn ông bị bỏ rơi trong tuyệt vọng sau khi chia tay người yêu.
Bài hát nhận được những đánh giá tích cực từ các nhà phê bình âm nhạc, trong đó họ đã so sánh ca từ của nó với đĩa đơn năm 1982 của Jackson, "Billie Jean" (1983). Về mặt thương mại, nó đã lọt vào top 20 trên nhiều bảng xếp hạng âm nhạc quốc gia, trong đó lọt vào top 10 ở Áo, Bỉ, Canada, Ireland, Pháp, Đức, Na Uy và Vương quốc Anh. Tại Hoa Kỳ, "Who Is It" đạt vị trí thứ 14 trên bảng xếp hạng Billboard Hot 100, thứ 6 trên bảng xếp hạng R&B cũng như đứng đầu bảng xếp hạng Hot Dance Club Play.
Để quảng bá cho bài hát, hai video ca nhạc khác nhau đã được phát hành vào năm 1993: Một phiên bản được đạo diễn bởi David Fincher, từng xuất hiện trong ấn phẩm DVD Dangerous: The Short Films và Michael Jackson's Vision trong khi một phiên bản khác được phát hành riêng tại Hoa Kỳ bao gồm những hình ảnh trích từ những video ca nhạc cũ và những màn trình diễn trực tiếp. Bài hát chưa từng được Jackson trình diễn trực tiếp trong bất kỳ chuyến lưu diễn thế giới nào. Tuy nhiên, ông đã thực hiện một phân đoạn nhỏ của bài hát trong buổi phỏng vấn với Oprah Winfrey vào đầu năm 1993. Một phiên bản không lời của bài hát đã được dự định sử dụng trong loạt buổi hòa nhạc đánh dấu sự trở lại của nam ca sĩ This Is It, nhưng điều đó đã không trở thành hiện thực sau cái chết của Jackson.

## Danh sách bài hát
| CD-Maxi (658179 2) 1. "Who Is It (7" chỉnh sửa với phần giới thiệu)" - 4:10 2. "Who Is It (The Most Patient Mix)" - 7:44 3. "Who Is It (IHS Mix) 7:58 4. "Who Is It (P-Man Dub) 7:31 5. "Don't Stop 'Til You Get Enough (Roger's Underground Solution Mix)" - 6:22 Đĩa đơn 7" (658179 7) 1. "Who Is It (7" chỉnh sửa với phần giới thiệu)" - 4:10 2. "Rock With You (Masters At Work Remix)" 5:29 The Remixes - 12" Maxi (658179 6) 1. "Who Is It (Patience Mix)" - 7:44 2. "Who Is It (The Most Patient Mix)" - 7:44 3. "Who Is It (IHS Mix)" -:758 4. "Who Is It (P-Man Dub)" - 7:31 CD (658179 5) 1. "Who Is It (The Most Patient Mix)" - 7:44 2. "Who Is It (IHS Mix)" - 7:58 3. "Who Is It (Roger's Underground Club Solution)" - 6:22 | The Remixes - CD-Maxi (ESCA 5652) 1. "Who Is It (Patience Mix)" - 7:44 2. "Who Is It (The Most Patient Mix)" - 7:44 3. "Who Is It (IHS Mix)" - 7:58 4. "Who Is It (P-Man Dub)" - 7:31 5. "Don't Stop 'Til You Get Enough (Roger's Underground Club Solution)" - 6:22 CD-Maxi (49K 74420) 1. "Who Is It (The Oprah Winfrey Special Intro)" - 4:00 2. "Who Is It (Patience Edit)" - 4:01 3. "Who Is It (House 7')" - 3:55 4. "Who Is It (Brother's In Rhythm House Mix)" - 7:13 5. "Beat It (Moby's Sub Mix)" - 6:11 12" Maxi (49 74420) 1. "Who Is It (Brothers In Rhythm House Mix) 2. "Who Is It (Tribal Version) 3. "Who Is It (Brothers Cool Dub) 4. "Who Is It (Lakeside Dub) 5. "Beat It (Moby's Sub Mix) |

## Xếp hạng
| Bảng xếp hạng (1992-1993)                | Vị trí cao nhất |
| ---------------------------------------- | --------------- |
| Úc (ARIA)                                | 34              |
| Áo (Ö3 Austria Top 40)                   | 5               |
| Bỉ (Ultratop 50 Flanders)                | 9               |
| Canada Top Singles (RPM)                 | 6               |
| Canada Dance/Urban (RPM)                 | 5               |
| Châu Âu (European Hot 100 Singles)       | 8               |
| Pháp (SNEP)                              | 8               |
| Đức (Official German Charts)             | 9               |
| Ireland (IRMA)                           | 6               |
| Ý (FIMI)                                 | 18              |
| Hà Lan (Dutch Top 40)                    | 15              |
| Hà Lan (Single Top 100)                  | 13              |
| New Zealand (Recorded Music NZ)          | 16              |
| Na Uy (VG-lista)                         | 10              |
| Ba Lan (LP3)                             | 3               |
| Thụy Điển (Sverigetopplistan)            | 24              |
| Thụy Sĩ (Schweizer Hitparade)            | 14              |
| Anh Quốc (OCC)                           | 10              |
| Hoa Kỳ Billboard Hot 100                 | 14              |
| Hoa Kỳ Dance Club Songs (Billboard)      | 1               |
| Hoa Kỳ Hot R&B/Hip-Hop Songs (Billboard) | 6               |
| Hoa Kỳ Pop Airplay (Billboard)           | 6               |
| Hoa Kỳ Rhythmic (Billboard)              | 21              |

| Bảng xếp hạng (1992)                 | Vị trí |
| ------------------------------------ | ------ |
| Australia (ARIA)                     | 178    |
| Belgium (Ultratop 50 Flanders)       | 95     |
| Denmark (Tracklisten)                | 50     |
| Europe (European Hot 100 Singles)    | 48     |
| Germany (Official German Charts)     | 49     |
| Italy (FIMI)                         | 98     |
| Netherlands (Dutch Top 40)           | 155    |
| Poland (LP3)                         | 37     |
| Bảng xếp hạng (1993)                 | Vị trí |
| Canada (RPM)                         | 64     |
| US Hot R&B/Hip-Hop Songs (Billboard) | 88     |
| US Dance Club Songs (Billboard)      | 50     |